# Мацумаэ Ёсихиро
Мацумаэ (Какидзаки) Ёсихиро (松前 慶広?, 4 октября 1548 — 20 ноября 1616) — японский самурай периодов Сэнгоку и Эдо, 5-й глава рода Какидзаки (1583—1599), 1-й даймё Мацумаэ-хана (1604—1616).

## Биография
Представитель самурайского рода Какидзаки, обосновавшего на южной оконечности острова Хоккайдо (Эдзо). Третий сын и преемник Какидзаки Суэхиро (1507—1595), 4-го главы рода Какидзаки (1545—1583).
В 1583 году Суэхиро отказался от власти в пользу своего сына Ёсихиро, который стал пятым главой рода Какидзаки и правителем японских поселений на полуострове Осима. Он продолжил политику колонизации Хоккайдо, начатую его предками, и приветствовал переселение на Эдзо пришельцев из других японских провинций. Первоначально род Какидзаки вынужден был себя вассалом рода Андо, владевшего княжеством Цугару на севере Хонсю.
В 1587 году Какидзаки Ёсихиро признал свою вассальную зависимость от фактического правителя Японии Тоётоми Хидэёси. Ёсихиро совершал частые поездки в Осаку, где смог добиться расположения Хидэёси. В 1591 году Какидзаки Ёсихиро оказал Хидэёси услугу, подавив мятеж под руководством Огасавара Масадзанэ в княжестве Намбу. Примечательно, что при этом он использовал отряды воинов-айнов. В 1593 году Хидэёси предоставил роду Какидзаки право на взимание пошлин со всех судов, заходивших в гавани Эдзо.
Какидзаки Ёсимиро ещё при жизни Тоётоми Хидэёси добился расположения Токугава Иэясу — будущего сёгуна, которому удастся окончательно объединить Японию. В 1599 году во время своего пребывания в Осаке Ёсимиро в соответствии с закрепленной за ним землей взял в качестве фамилии название главного поселения в своих владениях — Мацумаэ.
В 1604 году новый сёгун Токугава Иэясу своим указом утвердил за Мацумаэ Ёсихиро и его родом право на владение островом Хоккайдо (Эдзо). Под власть рода Мацумаэ перешли не только все японские самурайские семьи, проживавшие на южной оконечности острова, но и коренное и воинственное айнское население. В 1606 году Мацумаэ Ёсихиро построил крепость Мацумаэ, которая стала его резиденцией. По своему статусу даймё Мацумаэ не имели права на возведение собственного замка. Поэтому официально замок назывался «крепость Фукуяма».
В ноябре 1616 года после смерти Ёсихиро Мацумаэ-хан унаследовал его внук Кинхиро (1598—1641), который был сыном Морихиро (1571—1608), старшего сына Ёсихиро.